# Ossia

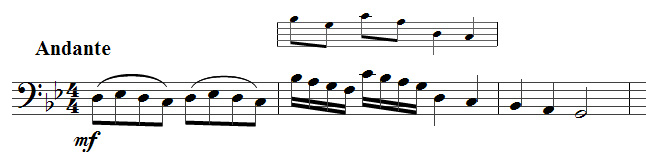
Exemple d'ossia (au-dessus de la 2e mesure).

Un ossia (italien : /os'siːa/), ou oppure, est un terme désignant un passage musical alternatif pouvant être joué à la place de l'original.
Les ossias sont courants dans les opéras ou les compositions pour piano seul. En général, les passages ossias sont plus simples que les passages originaux, mais peuvent être autant voire plus complexes.

## Étymologie
Le mot ossia vient de l'italien « o sia », littéralement « ou soit », signifiant « c'est-à-dire ».